# Insurgência no Tajiquistão
A insurgência no Tajiquistão é um conflito militar que ocorreu de 2010 a 2012 no leste do Tajiquistão entre o exército tajique e militantes islâmicos, liderados por numerosos líderes da Guerra Civil do Tajiquistão.

## Insurgência

### 2010
Em 19 de setembro, mais de 25 soldados tajiques foram mortos em uma emboscada por supostos combatentes islâmicos, aliados com o Movimento Islâmico do Uzbequistão. Os soldados faziam parte de uma escolta de 75 homens se movendo através do vale de Rasht, no leste do Tajiquistão. Eles foram emboscados enquanto procuravam por membros do Movimento Islâmico do Uzbequistão que anteriormente escaparam de uma prisão em Dushanbe em 25 de agosto. A coluna militar foi emboscada por homens armados ao redor do meio-dia, hora local, enquanto passava pelo vale montanhoso de Rasht, a cerca de 250 km (150 milhas) a leste da capital. A coluna sofreu fogo pesado de metralhadoras e lançadores de granadas, nas montanhas a partir de cima. Os relatos iniciais indicaram que 40 soldados foram mortos, mas o ministro da defesa tajique negou isso. Cinco oficiais tajiques estão entre os mortos. Nenhum dos atacantes foram relatados por terem sido mortos ou feridos. 
Em 4 de outubro, cinco soldados tajiques, juntamente com dois rebeldes foram mortos durante uma operação militar em vale de Rasht. O incidente ocorreu, quando um veículo foi parado em um posto de controle militar na estrada entre Garm e Dushanbe. Quando os soldados se aproximaram do carro, homens armados abriram fogo matando cinco deles e ferindo outros três. Os soldados responderam abrindo fogo contra o veículo, matando os dois atacantes. Entre os mortos estava um oficial tajique de alta patente. Enquanto isso, dezenas de estoques de armas pesadas, incluindo lançadores de granadas, bem como alimentos e medicamentos foram descobertos em um esconderijo islamita abandonado. Doze postos militares foram criados nas estradas principais da região administrada de Rasht para a capital, Dushambe. 
Em 7 de outubro, 34 soldados tajiques foram mortos em dois incidentes separados durante uma operação militar contra combatentes islamitas no leste do Tajiquistão. Vinte e oito soldados foram mortos quando um helicóptero militar caiu em um possível ataque militante. Oficiais tajiques alegaram que o helicóptero foi abatido por um míssil disparado pelos islamitas de seus esconderijos nas montanhas, no entanto, o Ministério da Defesa afirmou que o helicóptero atingiu uma linha de energia, forçando-o acidentar em um rio. O helicóptero trazia recrutas da capital Dushanbe para o Vale de Rasht para participar da operação. Enquanto isso, outros 6 soldados foram mortos em um incidente separado causado por uma explosão acidental de mina.
Em 18 de outubro, três supostos insurgentes foram mortos por soldados tajiques nos arredores de Garm, localizado perto da fronteira com o Afeganistão durante uma operação militar. 
Em 1 de dezembro homens armados dispararam e mataram três soldados tajiques na aldeia de Dulona-Maidon na região de Buljuvon, a 150 quilômetros a sudeste de Dushanbe. 
Em 27 de dezembro, dois soldados tajiques foram mortos quando um grupo de trinta islamitas tentaram entrar no Tajiquistão a partir da fronteira afegã. Depois de três horas de combate, um helicóptero de combate chegou, abrindo fogo contra os intrusos forçando-os a recuar para o Afeganistão. Os moradores locais disseram que três soldados tajiques foram mortos com dois sendo vítimas de fogo amigo do helicóptero. Os militares tajiques no entanto reivindicam que ninguém foi morto por fogo amigo. Vários islamitas também foram mortos no ataque. 

### 2011
Em 4 de janeiro, as autoridades tajiques alegaram que Alovuddin Davlatov foi morto junto com outros sete insurgentes quando as forças de segurança tajiques lançaram uma operação conjunta especial em seu esconderijo na cidade de Runob. 
Em 14 de abril, Mulá Abdullah, um comandante importante da oposição, juntamente com outros dez islamitas foram mortos por soldados tajiques durante uma operação de busca por militantes na vila de Samsolid, 135 km a leste de Dushanbe. 

### 2012
Em 21 de julho, o chefe da agência de inteligência tajique foi assassinado por insurgentes na cidade de Ishkashim. O governo tajique, em seguida, lançou uma operação militar conjunta no dia 25 de julho na cidade de Khorog com o objetivo de capturar Tolib Ayombekov, que foi dito estar por trás do assassinato de 21 de julho e da emboscada de 19 de setembro. Mais de 800 soldados tajiques e vários helicópteros de combate participaram da operação que durou um dia, até que o presidente tajique Emomali Rahmon suspendeu todas as operações imediatas na área no dia 25. No final do dia, mais de 20 soldados tajiques foram mortos e um número incontável estavam feridos. É desconhecido o número exato de militantes e civis mortos, mas fontes militares reivindicaram mais de 30 insurgentes, juntamente com 30 civis mortos. A operação foi considerada um sucesso, com Ayombekov e seu exército se rendendo às autoridades tajiques em agosto.